# Saint-Victor-de-Malcap
Saint-Victor-de-Malcap is een gemeente in het Franse departement Gard (regio Occitanie) en telt 538 inwoners (1999). 

## Geografie
Het plaatsje ligt tegen Saint-Ambroix aan.
De oppervlakte bedraagt 10,8 km², de bevolkingsdichtheid is 49,8 inwoners per km².

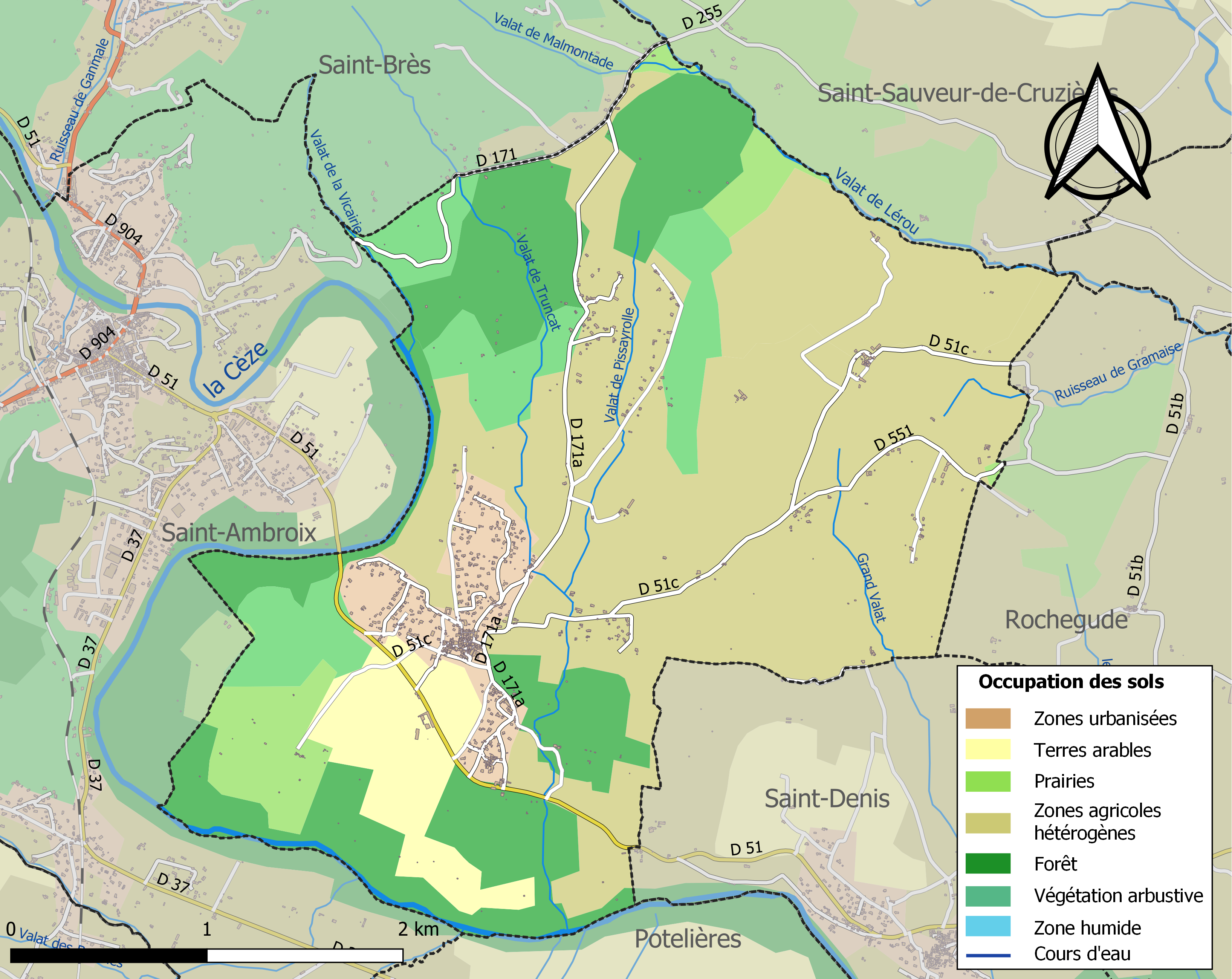
Kaart van de gemeente met de belangrijkste infrastructuur, bodemgebruik en omliggende gemeenten

## Foto's

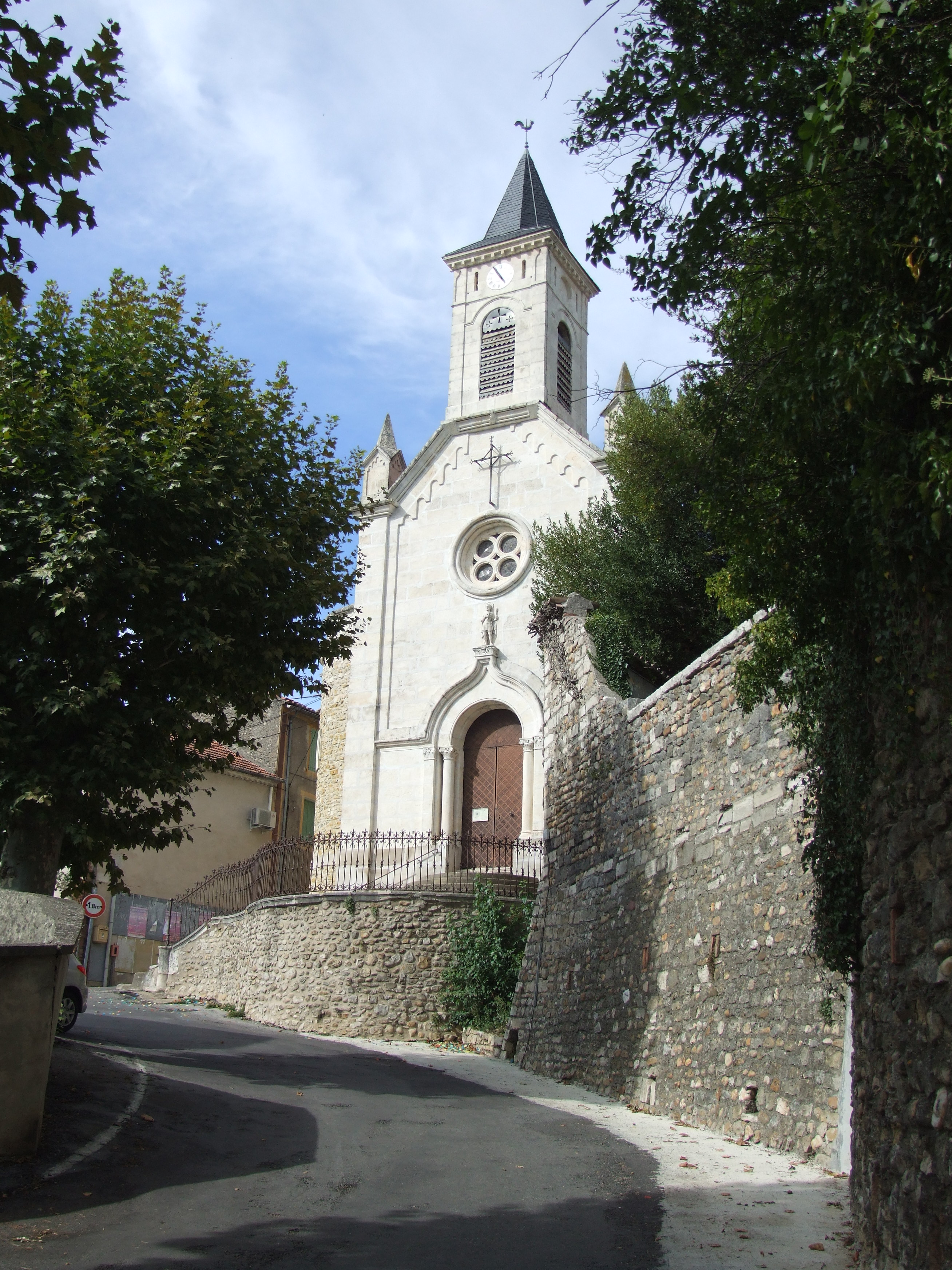
Kerk van Saint-Victor-de-Malcap
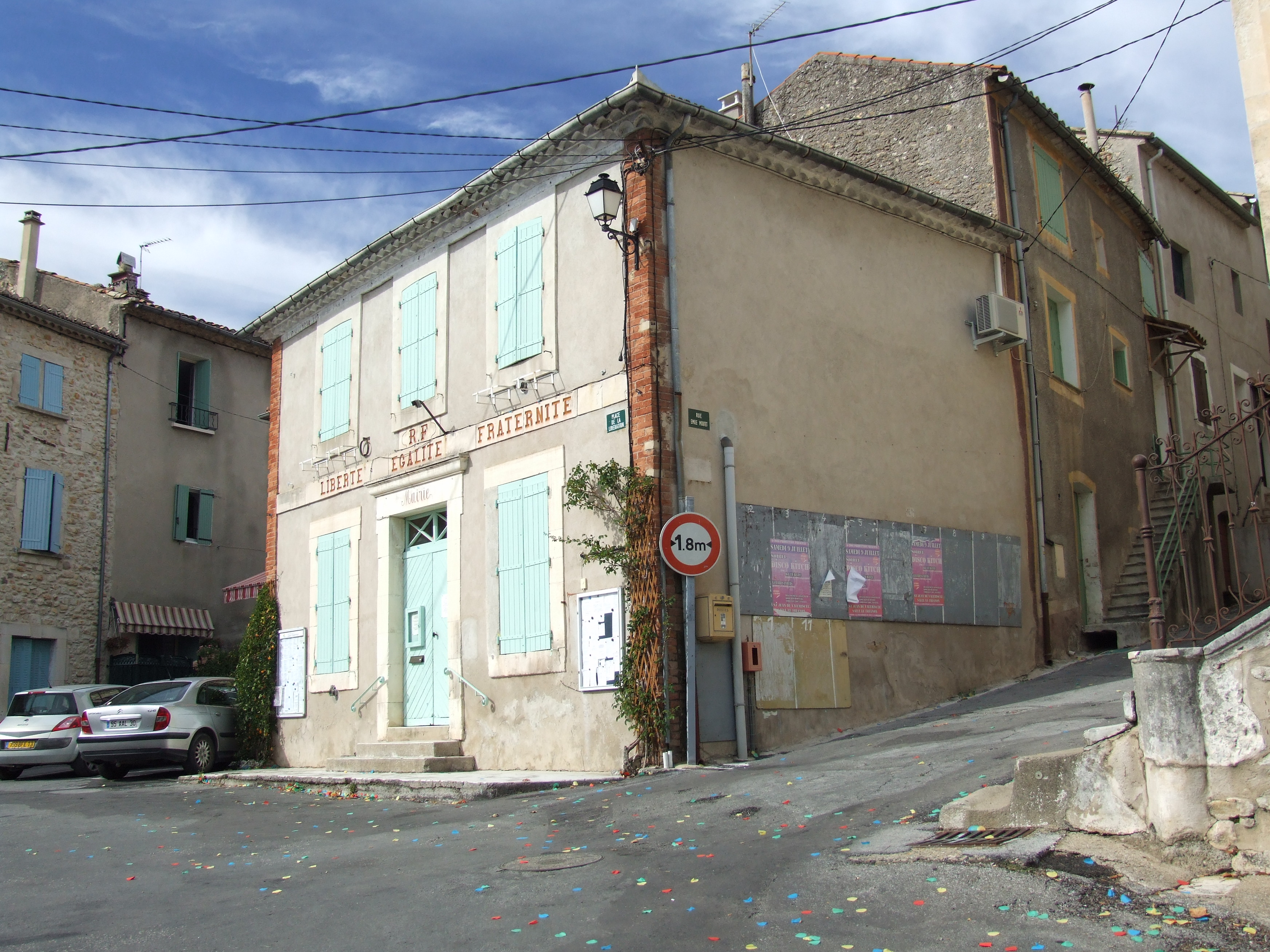
Gemeentehuis

## Demografie
Onderstaande figuur toont het verloop van het inwoneraantal van Saint-Victor-de-Malcap vanaf 1962.

Bron: Frans bureau voor statistiek. Cijfers inwoneraantal volgens de definitie population sans doubles comptes (zie de gehanteerde definities)
1. ↑  Populations de référence 2022.